# Евтушенко, Василий Моисеевич
Василий Моисеевич Евтушенко  — советский деятель госбезопасности, генерал-майор.

## Биография
Родился в 1933 году в Малых Будках. Член КПСС.
Окончил школу КГБ № 302, Высшую школу КГБ им. Ф. Э. Дзержинского.
В 1954—1959 гг. — оперуполномоченный, старший оперуполномоченный УКГБ при СМ Украинской ССР по Житомирской области.
В 1963—1974 гг. — старший оперуполномоченный 2-го Управления, заместитель начальника, начальник отдела 5-го Управления, заместитель начальника 5-го Управления КГБ при СМ Украинской ССР.
В 1974—1977 гг. — начальник УКГБ при СМ Украинской ССР по Харьковской области.
В 1977—1982 гг. — заместитель председателя КГБ Украинской ССР.
В 1982—1990 гг. — 1-й заместитель председателя КГБ Украинской ССР.
Делегат XXV съезда КПСС.
Умер в 2020 году в Киеве.

## Награды
- Орден Трудового Красного Знамени
- Орден Красной Звезды